# Geografia de Malta

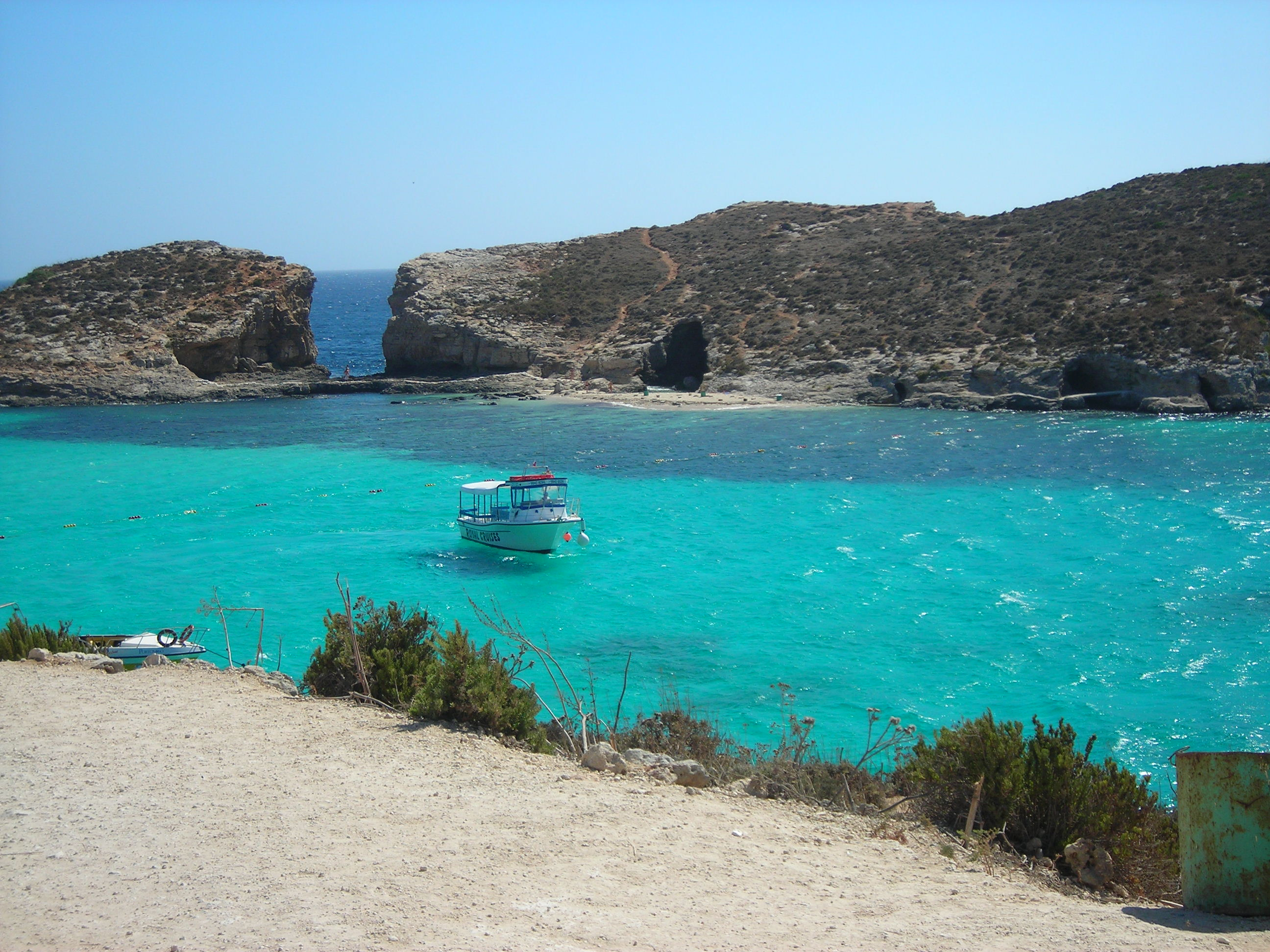
Cominetto i la "Llacuna Blava".

La República de Malta (maltès: Repubblika ta' Malta) és un estat de l'Europa meridional, format per un conjunt d'illes al centre del mar Mediterrani, a uns 90 km de Sicília (Itàlia). Es troba en el límit de la Placa Africana, molt a prop de l'Eurasiàtica. La componen les illes de Malta (maltès: Malta), que és la major de totes, Gozo (maltès: Għawdex) i Comino (maltès: Kemmuna), i els illots de Cominotto i Filfla. També hi ha illes menors com les Illes de Sant Pau.

## Geografia física

### Relleu
La seva extensió és de 316 km², dels quals 246 es corresponen a l'illa principal. L'arxipèlag està format per restes de cadenes muntanyenques calcàries. No té grans muntanyes, però sí un relleu accidentat i amb abundants fenòmens càrstics. El seu punt més alt és la muntanya Ta'Dmejrek, amb 253 msnm, prop de la ciutat de Dingli. L'illa està constituïda per una sèrie de camps i terrasses en pujols baixos.

### Rius i costes
No té grans rius a la seva superfície, per la qual cosa l'aigua potable s'extreu de corrents subterranis. Durant l'època de grans pluges es formen alguns rierols. Existeixen a l'illa alguns cursos d'aigua que compten amb aigua dolça durant tot l'any, com per exemple Baħregeixi, l-Intaħleb i Sant Martí. A Gozo es pot trobar aigua corrent a la vall de Lunzjata.
La costa és rocosa i alta, alternant penya-segats, badies i cales, sobretot a l'illa de Malta. Aquest tipus de costa retallada ha fet durant segles a Malta un lloc idoni per al refugi de navegants i reforça el seu valor estratègic. Així mateix, existeixen gran quantitat de platges de sorra fina, destacant en aquest sentit l'illa de Gozo.
A més de les cinc illes principals de l'arxipèlag, cal esmentar unes altres que no tenen habitants permanents: Illa Manoel (la qual està unida per un pont a la ciutat de Gżira), les Illes de Sant Pau, Delmarva, Halfa, Tac-Cawl, Ta`Fraben. I hi ha una sèrie de penyals anomenats "roques": Roca Fungus (en maltès Il-Ġebla tal-Ġeneral), Roca Barbaganni, Roca Fessej, Roca Għallis, les Roques de la (de la Gran i de la Petita) Llacuna Blava, la Roca Sala i la Roca Xrob l-Għaġin.

### Clima

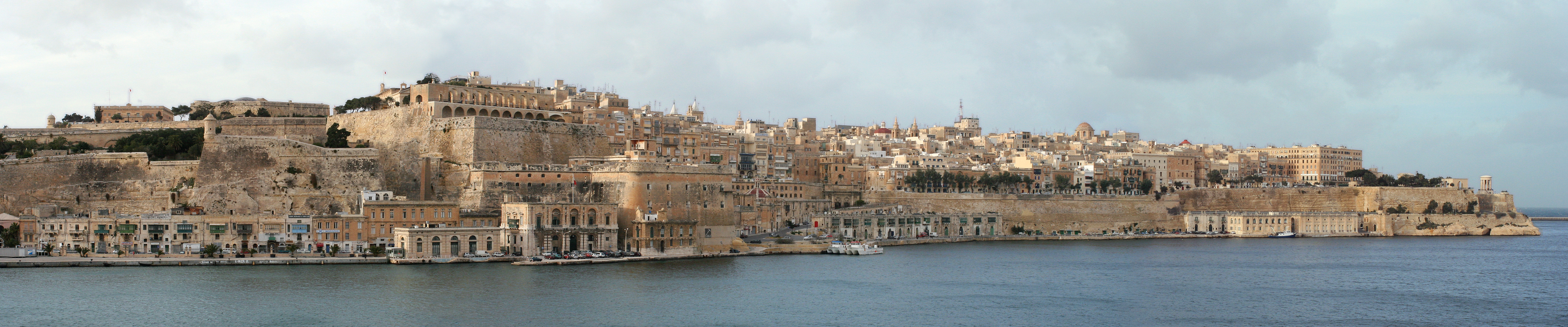
Malta té un clima predominantment mediterrani.

El clima és mediterrani (Classificació del clima de Köppen Csa) / Subtropical, amb hiverns suaus (~14 °C) i plujosos i estius secs i càlids (~25 °C). No hi ha realment una estació d'hibernació per a les plantes, encara que el creixement de les plantes pot ser comprovat breument per un fred anormal a l'hivern (àrees de gelada poden veure's terra endins), i la calor de l'estiu i l'aridesa poden fer que la vegetació es quedi mústica. De fet, només hi ha dues estacions, la qual cosa atreu a molts turistes, especialment durant els mesos estivals més secs. No obstant això, els forts vents poden fer que la sensació tèrmica a Malta sigui de fred durant la primavera.
Les temperatures mitjanes de l'aigua van des dels 16 °C al gener fins als 26 °C a l'agost.
La mitjana de dies per sobre de 21 °C és de 189, la mitjana de dies per sobre de 32 °C és 15. La humitat relativa mitjana al matí és de 82%, a la tarda: 64%.
La temperatura més baixa registrada a La Valletta va ser el 19 de febrer de 1895, amb 1,2 °C i la més alta 43,8 °C registrada a l'agost de 1999 en l'Aeroport Internacional de Luqa. Una temperatura més baixa, no oficial, de -1,7 °C es va registrar l'1 de febrer de 1962 a l'aeròdrom de Ta' Qali amb neu sobre el terreny. Pràcticament mai ha nevat a Malta, i molt poques i breus ràfegues de neu es van registrar al febrer de 1895, gener de 1905 i 31 de gener de 1962. No s'ha documentat que qualli a la costa des de, almenys 1800, però l'últim dia de gener de 1962 la neu va cobrir breument algunes parts de l'interior de l'illa principal. La nit següent es va registrar l'única gelada en la història de Malta a l'aeròdrom de Ta' Qali. airfield.
| Paràmetres climàtics mitjans de Malta        | Paràmetres climàtics mitjans de Malta | Paràmetres climàtics mitjans de Malta | Paràmetres climàtics mitjans de Malta | Paràmetres climàtics mitjans de Malta | Paràmetres climàtics mitjans de Malta | Paràmetres climàtics mitjans de Malta | Paràmetres climàtics mitjans de Malta | Paràmetres climàtics mitjans de Malta | Paràmetres climàtics mitjans de Malta | Paràmetres climàtics mitjans de Malta | Paràmetres climàtics mitjans de Malta | Paràmetres climàtics mitjans de Malta | Paràmetres climàtics mitjans de Malta |
| Mes                                          | Gen.                                  | Feb.                                  | Mar.                                  | Abr.                                  | Mai.                                  | Jun.                                  | Jul.                                  | Ago.                                  | Set.                                  | Oct.                                  | Nov.                                  | Des.                                  | Anual                                 |
| -------------------------------------------- | ------------------------------------- | ------------------------------------- | ------------------------------------- | ------------------------------------- | ------------------------------------- | ------------------------------------- | ------------------------------------- | ------------------------------------- | ------------------------------------- | ------------------------------------- | ------------------------------------- | ------------------------------------- | ------------------------------------- |
| Font: World Meteorological Organization (UN) |                                       |                                       |                                       |                                       |                                       |                                       |                                       |                                       |                                       |                                       |                                       |                                       |                                       |

### Medi ambient
La flora i la fauna són típicament mediterranis. Des del punt de vista fitogeogràfic l'arxipèlag pertany a la província liguorí-tirrena de la conca del Mediterrani, dins del Regne Holàrtic. El Fons Mundial per a la Naturalesa (WWF) ho inclou en l'ecoregió de bosc mediterrani denominada bosc mixt i esclerofil·le del Tirrè i l'Adriàtic. Conforme a la normativa de la Unió Europea, el territori d'aquest país pertany a la regió biogeográfica mediterrània. 16 hectàrees estan protegides com a aiguamolls d'importància internacional a l'empara del Conveni de Ramsar, en total, dos llocs Ramsar: Ghadira i Is-Simar. Té dos parcs nacionals, la reserva natural de Girgenti i el santuari d'aus Ta’ Cenc.
El principal problema mediambiental són els limitats recursos d'aigua dolça natural. El subministrament d'aigua suposa un problema per a Malta, ja que en l'estiu no cauen pluges i és just quan més aigua s'usa, i la pluviositat hivernal sovint cau en pluges tempestuoses que corren ràpides al mar més que filtrar-se al terreny. Malta depèn de reserves subterrànies d'aigua dolça, recollida a través d'un sistema de túnels anomenat les galeries Ta' Kandja, que de mitjana estan a 97 m per sota de la superfície i s'estenen com els radis d'una roda. En les galeria en la calcària porosa de Malta, l'aigua dolça queda com un cristall per sobre d'aigua salada. Depèn de manera creixent de la dessalinització. Més de la meitat de l'aigua potable de Malta es produeix a través de la dessalinització, la qual cosa crea majors problemes de consum de combustibles fòssils i contaminació.
Té una població de 382.525 habitants (any 2000) dels quals 352.835 residien a l'illa de Malta. La població és urbana en un 94% (2008). Té una de les majors densitats de població del món: 1.210 habitants/km². El seu creixement poblacional és escàs (0,4% est. 2009 est.).
Els maltesos formen un grup ètnic d'origen semític (descendent dels antics cartaginesos i fenicis) amb fortes influències italianes i d'altres grups mediterranis. Els idiomes oficials són el maltès i l'anglès, parlats pel 90,2% i el 6% de la població, respectivament (cens de 2005). La religió majoritària és el catolicisme (98%) que coexisteix amb petits grups de protestants.
La principal ciutat per la seva població i la seva importància cultural i política és la capital de l'Estat, La Valeta (100.700 hab. en el nucli urbà), li segueix Rabat (13.000 hab). Les seves coordenades geogràfiques són 35° 50′ N, 14° 35′ E / 35.833°N,14.583°E /, Altres ciutats: Birkirkara, Hamrun i Sliema. No hi ha divisions administratives, gestionant-se el territori directament des de la Valetta, encara que consells locals compleixen ordres administratives.

## Geografia econòmica
Malta produeix només al voltant del 20% de les seves necessitats de menjar, els recursos d'aigua potable són limitats, i té escasses fonts d'energia domèstiques. Els recursos naturals són la pedra calcària, la sal i la terra arable. Aquesta última representa el 31,25% de l'ús de la terra; les collites permanents són 3,13%; la resta representa el 65,62% (2005). La terra de regadiu abasta 20 quilòmetres quadrats (2003).
El producte interior brut es produeix principalment en el sector serveis (80,6%, 2007 est.); de la indústria prové en 18% i de l'agricultura només l'1,4% del PIB. Aquestes xifres troben el paral·lel amb la població activa, de la qual es decica a l'agricultura el 2,3%, a la indústria el 29,6% i als serveis el 68% (2005 est.).
La principal font d'ingressos és el turisme. També és base de la seva economia les activitats portuàries i el comerç estranger. A més, té una modesta indústria electrònica i farmacèutica, construcció i reparació de vaixells, construcció, alimentosa i begudes, calçat, roba i tabac.
L'agricultura ocupa el 44% de la superfície, però el terreny és molt pobre. Produeix blat, ordi, coliflors, patates, tomàquets, floricultura i pebrot verd, així com vinya i cítrics. De la ramaderia s'obté carn de porc, llet, aviram i ous.
La balança comercial és deficitària. Importa productes manufacturats, químics i maquinària, així com productes alimentosos manufacturats. L'anterior potència colonial, el Regne Unit (13,5%), ha passat a segon pla com a origen d'aquestes importacions, tenint el primer lloc Itàlia (28%), més propera geogràficament. Altres socis comercials (2008) són: França (8,2%), Alemanya (7,4%) i Singapur (6,4%). Exporta teixits i articles d'artesania, així com equip de maquinària i transport, manufactures, principalment a Alemanya (13,5%), Singapur (13%) i França 12,2% (2008).
Gràcies a la seva posició estratègica militar, a la meitat del Mediterrani, va fer que se situés en ella una poderosa base naval britànica. En estar entre la Unió Europea i Àfrica són l'objectiu de la immigració il·legal a Europa, que ha posat a prova els recursos polítics i econòmics de Malta.